# レイナーディン
レイナーディン（Reynardine）は、伝統的な古いイングランドのバラード（Roud 397番）で、今日最も多く歌われ、レコーディングされているバージョンではレイナーディンは美しい女性を連れ去って自分の城に連れ帰るために魅惑する狐男となっている。どのような運命が待ち受けているのかは、通常の場合あいまいになっている。

## マウンテン・ハイ
オリジナルのイングランドのバラードは、ほとんどがヴィクトリア朝時代まで遡ることができるが、通常は "The Mountains High" というタイトルで見い出される。元の物語では、ラノーディン(Ranordine)（ライノーディン(Rinordine)、ライノー・ダイン(Rinor Dine)、ライン・ア・ダイン(Rine-a dine)、ライナダイン(Rynadine)、レターダイン(Retterdyne)、ランダル・ライン(Randal RhinないしRandal Rine)とも呼ばれる）は、荒野で若い女性に遭遇して彼女を誘惑し、あるいは誘拐する山賊ないし無法者である。曲の最後は若い女性に対する見知らぬ男に注意するようにという警告となっている。
"The Mountains High"はそれほど古いものではなく、1800年以前には1バージョンのみが収集されている。ジョージ・ペトリ―の1855年のバラード集に一つのバージョンが現れ、その他の変形が19世紀からのいくつものブロードサイド・バラードに見られる。ワシントン・アーヴィングはこの歌が大西洋を越え、1832年以前にケンタッキーで歌われ、19世紀に北米に広まったと述べている。
およそ1814年のブロードサイドのテキスト 
A new Song, called the
MOUTAINS [sic] HIGH.
マウンテンズ[まま]ハイと
呼ばれる新しい歌
ONE evening in my rambles two miles below Pimroy,
私のピムロイの2マイル下流での散策のある晩、
I met a farmer's daughter all on the mountains high,
山の最も高いところで農夫の娘と出会い、
Her beauty so enticed me, I could not pass her by,
彼女の美しさが私を惹きつけ、通り過ぎることができなかったので、
So with my gun I'll guard her, all on the mountains high.
だから私の銃で彼女を守ろう、山の最も高いところで。
I said my pretty creature I'm glad to meet you here,
私は私の可愛い人にあなたに会えて嬉しい、
On these lonesome mountains, your beauty shines so clear,
こんな寂しい山の上では、貴女の美しがはっきりと輝いていると言い、
She said kind sir, be civil, my company forsake,
彼女は礼儀正しく優しい旦那様、私の仲間は見捨てられました、
For it is my opinion I fear you are some rake.
私の意見では貴女が放蕩者じゃないかと恐れていますと言った。
Said he I am no rake, I'm brought up in Venus' train,
彼は言った、私はヴィーナスの従者の中で育ちました、
I'm seeking for concealment, all in the judge's name,
私は全ての判事の名の下に隠れ場所を探しています、
Oh! if my parents they did know your life they would destroy,
おお、もしも私の両親が貴女の人生を知ったら殺そうとするでしょう、
For keeping of my company, all on the mountains high.
私の仲間を守るために、山の最も高いところで。
I said my pretty creature don't let your parents know,
私は私の可愛い人に両親には知らせないで、
For if you do they'll ruin me and prove my overthrow,
もし知らせたら彼らは私を傷つけ、私の転覆を証明するだろう、
This pretty little young thing she stood all in amaze,
この可愛い小さなもの、彼女は驚きの中に立っていた、
With eyes as bright as Amber upon me she did gaze.
彼女は琥珀色の瞳で私を見つめていた。
Her ruby lips and cherry cheeks, the lass of Firmadie,
彼女のルビーの唇とさくらんぼうの頬、ファーマディーの娘、
She fainted in my arms there, all on the mountains high,
彼女は私の腕の中で気をうしなった、山の最も高いところで、
When I had kissed her once or twice, she came to herself again,
一度か二度彼女にキスした時、彼女は気を取り戻し、
And said kind Sir be civil and tell to me your name.
礼儀正しく名乗って欲しいと言った。
Go down in yonder forest, my castle there you'll find,
あそこの森の中に降りてゆきなさい、私の城があります、
Well wrote in ancient history, my name is Rynadine:
古代の歴史に書かれています、私の名前はライナディンです：
Come all you pretty fair maids, a warning take by me,
可愛い素敵な娘さん、私の警告をいれて、
Be sure you quit night walking, and shun bad company,
夜歩きはやめて、悪い仲間から離れなさい、
For if you don't you are sure to rue until the day you die
そうしないと死ぬまで後悔することになる
Beware of meeting Rynadine all on the mountains high.
最も高い山の上でライナディンに会うのに気をつけて。
Wood, Printer, Liverpool.
ウッド、印刷人、リバプール。

## A.L.ロイドの貢献
民俗学者のスティーヴン・ウィニックによると、「レイナーディン」という名前は19世紀のバージョンの一つにも見られるが、レナーディンの超自自然的な特徴と同様に狐との関連付けは1904年に音楽学者のハーバート・ヒューズによって収集されたバラードの断片（単一のスタンザ）と結びついて最初に生じた。
このバラードの出展はレナーディンが狐に変身できるアイルランドの "faëry" であるというものだった。この能力は（現存する "The Mountain High" のバージョンでは示唆されていいないが）"Reynardine" という言葉に由来しているかもしれない：renard はフランス語で 「キツネ」を意味し、ペテン師のReynardに由来している。
ウィニックはヒューズと友人で詩人のジョゼフ・キャンベル（神話学者のジョーゼフ・キャンベルと混同しないように）がこのスタンザとキツネの解釈を取り入た短い詩を書いたことを指摘し、A.L.ロイドが「レイナーディン」の彼のバージョンに適応させることを受け入れた（ウィニック、2004参照）。ウィニックはまた、ロイドのバージョンでは「ずるくて大胆なレイナーディン」や「彼の歯は明るく輝いていた」など、オリジナルのバージョンにも、ヒューズやキャンベルのバージョンにも見られないいくつかの印象的な言い回しが取り入れられていることを示している。
ロイドは一般的に自分のバージョンの「レイナーディン」を「真正の」民謡だと表現していたが（「サフォーク州イーストブリッジのトム・クック」からこの曲を収集したと主張している）、この提供者に他の収集家が遭遇したことは一度もなかった。ロイドの主張は現在の混乱を招いて降り招いており、現代の歌手の中にはこのバラードの「狐男」の解釈が伝統的なものではないことを知っているものはほとんどいない。ロイドの手直しは、単純で道徳的なオリジナルのバラードよりも、現代のリスナーにとっては興味深いものであり、歌手やソングライターの関心をはるかに高めており、ロイドの「レイナーディン」のバージョンは、多くの現代的な手直しにインスピレーションを与えている。

## 現代の録音
この曲の現代のバージョンは以下のアルバムに収録されている：
- 1964年：シャーリー・コリンズとデイヴィ・グレアム　『フォーク・ルーツ、ニュー・ルーツ』Folk Roots, New Routes
- 1967年：バフィー・セント＝マリー　Fire & Fleet & Candlelight
- 1969年：フェアポート・コンヴェンション　『リージ・アンド・リーフ』Liege & Lief
- 1969年：マーティン・カーシーと デイヴ・スウォーブリック 　Prince Heathen
- 1971年：アン・ブリッグス　Anne Briggs
- 1971年：バート・ヤンシュ　『ローズマリー・レーン』 Rosemary Lane
- 1972年：マーガレット・マッカーサー　On the Mountains High
- 1976年：ジューン・テイバー　Airs and Graces
- 1977年：ジョン・レンボーン　『ベドラムの乙女』A Maid in Bedlam
- 1977年：ロバート・アンド・バランド　Dark Ships in the Forest
- 1992年：シーラ・チャンドラ　『ウィーヴィング・マイ・アンセスタ』Weaving my Ancestors' Voices
- 1993年：グリーン・フィールズ・オブ・アメリカ　Live in Concert
- 1999年 : アイン・フューレイ　Sweetest Summer Rain
- 2000年 : アイラ・セイント・クレアー　Murder and Mayhem
- 2001年：マディ・プライヤー　Arthur the King
- 2002年：ゾーイ・スピークス　Birds Fly South（"Retterdyne" のタイトルで）
- 2003年：ショウ・オブ・ハンズ　Country Life
- 2005年：イザベル・キャンベル　Milkwhite Sheets
- 2008年：モザイク　Changing Trains
- 2010年：キャロライナ・チョコレート・ドロップス　Genuine Negro Jig
- 2012年：Dylan Carlson (Drcarlsonalbionとして)　La Strega and the Cunning Man In the Smoke
- 2015年：|Dylan Carlson (Drcarlsonalbionとして)とコールマン・グレイ　Falling with a Thousand Stars and Other Wonders from the House Of Albion
- 2016年：ドナル・クランシー（リアム・クランシーの息子）　On the Lonesome Plain
- 2017年：マーティン・シンプソン　Trails and Tribulations

## 参考資料
- Reynard the Fox